# Plagiochila lophophora
Plagiochila lophophora là một loài rêu trong họ Plagiochilaceae. Loài này được R.M. Schust. mô tả khoa học đầu tiên.
Danh pháp khoa học của loài này chưa được làm sáng tỏ. 